# Malmisaari (ö i Norra Savolax, Kuopio)
Malmisaari är en ö i Finland. Den ligger i sjön Ylä-Siikajärvi och Valkeinen och i kommunen Kuopio i den ekonomiska regionen  Kuopio ekonomiska region  och landskapet Norra Savolax, i den centrala delen av landet, 400 km nordost om huvudstaden Helsingfors. Öns area är 0,1 hektar och dess största längd är 50 meter i sydväst-nordöstlig riktning.